# Cantó de Vire
El cantó de Vire és un cantó del departament francès de Calvados a la Normandia. El cap del cantó és Vire, que alhora també és cap del districte del mateix nom. Té 8 municipis.

## Municipis
- Coulonces
- Maisoncelles-la-Jourdan
- Roullours
- Saint-Germain-de-Tallevende-la-Lande-Vaumont
- Truttemer-le-Grand
- Truttemer-le-Petit
- Vaudry
- Vire Normandie

## Història
| Data d'elecció                           | Identitat           | Partit                    | Qualitat |
| ---------------------------------------- | ------------------- | ------------------------- | -------- |
| 1945-1958                                | André Halbout       | RPF, després RS           |          |
| 1958-1970                                | Bertrand Le Chevrel | Divers droite, després CD |          |
| 1970-1988                                | Olivier Stirn       | UDR, després UDF          |          |
| 1988-1994                                | Jean-Yves Cousin    | RPR                       |          |
| 1994-2001                                | Olivier Stirn       | MDR                       |          |
| 2001-2002                                | Jean-Yves Cousin    | RPR                       |          |
| 2002-                                    | Marc Andreu Sabater | PRG                       |          |
| les dades anteriors no són pas conegudes |                     |                           |          |
|                                          |                     |                           |          |

## Demografia
| A partir de 1990 : Població sense dobles comptes |